# Fotofinish (Film)
Fotofinish ist ein deutscher Kurzfilm von Sönke Wortmann aus dessen Studienzeit an der HFF in München. Er wurde 1986 bei den Internationalen Hofer Filmtagen uraufgeführt.

## Handlung
Dem arbeitslosen Jupp steht das Wasser bis zum Hals, zumal er auch noch seine kleine Tochter zu versorgen hat. An einem Fernsehabend mit ihr schaut sie sich ein Buch über Flugschiffe an und unter anderem auch über das Unglück der LZ 129, der Hindenburg in Lakehurst. Dabei spekulieren sie, wie reich der Mann geworden sein mag, der das entsprechende Foto geschossen hatte. Das bringt Jupp auf die Idee, etwas Vergleichbares zu inszenieren, um just im richtigen Moment als Einziger auf den Auslöser seiner Fotokamera zu drücken. Beim Versuch, sich Sprengstoff zu besorgen, erweckt er allerdings das Interesse der Unterwelt, die ebenfalls schnelles Geld wittert.
Der komplette Film und besonders die Schlussszene entbehren nicht eines gewissen Anarchismus.